# Edward Johnston
Edward Johnston, CBE (11. února 1872 – 26. listopadu 1944) byl uruguayský a britský typograf, který je společně s Rudolfem Kochem považován za otce moderní kaligrafie.
Proslavil se především navržením bezpatkového písma Johnston, které bylo používáno v systému londýnského metra až do roku 1980, v němž bylo přepracováno. Edward Johnston je také autorem upravené verze známého ikonického symbolu londýnského metra – kruhového loga s červeným mezikružím a tmavě modrým pruhem s bílým nápisem UNDERGROUND.

## Raná léta
Johnston se narodil ve městě San José de Mayo ve státě Uruguay. Jeho otec Fowell Buxton Johnston (narozen roku 1839), mladší syn skotského poslance Andrewa Johnstona a jeho druhé manželky, abolicionistky Priscilly Buxton, dcery sira Thomase Fowella Buxtona, 1. baroneta, byl důstojníkem v 3. jezdeckém pluku dragounské stráže.
Johnstonův strýc (starší bratr Johnstonova otce) Andrew Johnston se stal v roce 1860 poslancem v Essexu.
Z Uruguaye do Anglie se rodina vrátila v roce 1875. Johnston byl vychováván tetou, neboť otec si musel hledat práci a matka byla nemocná. Byl vzděláván doma, těšila ho matematika, technologie a vytváření rukopisů. V roce 1891 jeho matka zemřela a Johnston začal pracovat pro svého strýce. Pokoušel se nějaký čas vystudovat medicínu na Edinburské univerzitě, ale školu nedokončil.
Po smrti Johnstonovy matky se otec znovu oženil, a to se sestrou Roberta Chalmerse, 1. baroneta Chalmers. Johnstonův nevlastní bratr Andrew Johnston (1897–1917) byl zabit ve své službě britským vojenským vzdušným silám Royal Flying Corps v průběhu první světové války.

## Kariéra

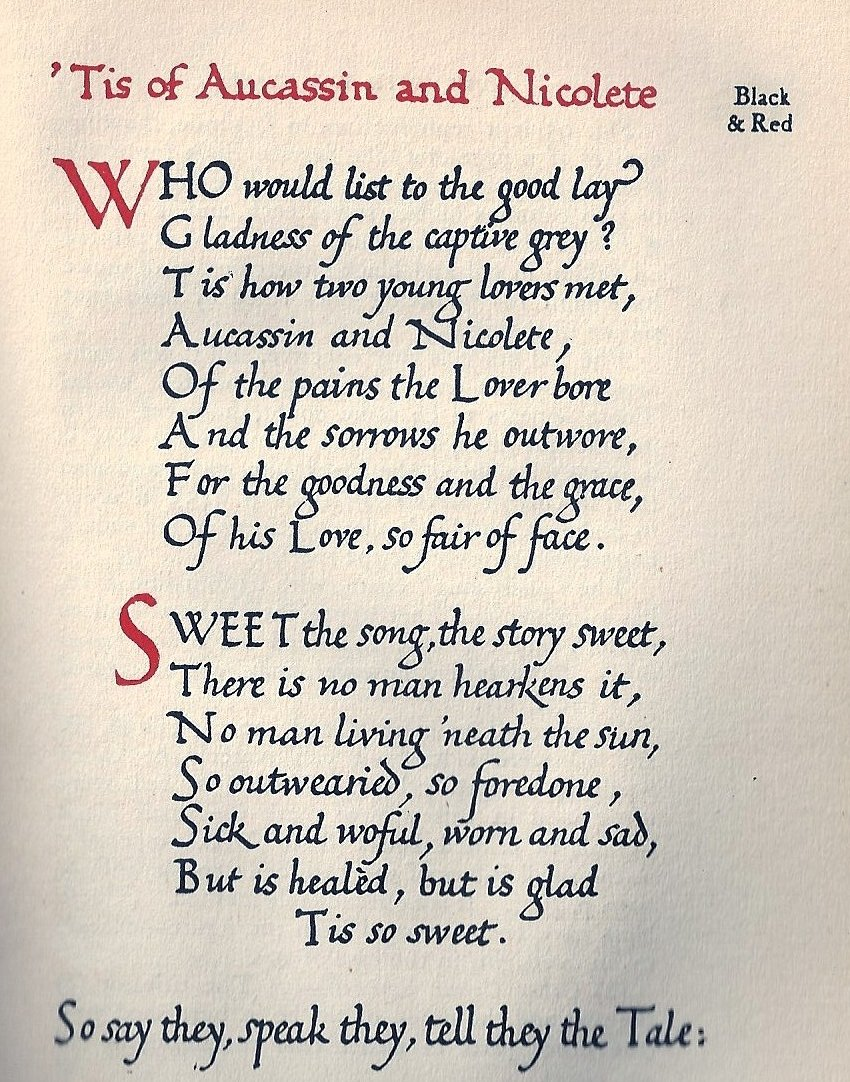
Kaligrafie Edwarda Johnstona v knize z roku 1906 Writing & Illuminating & Lettering.

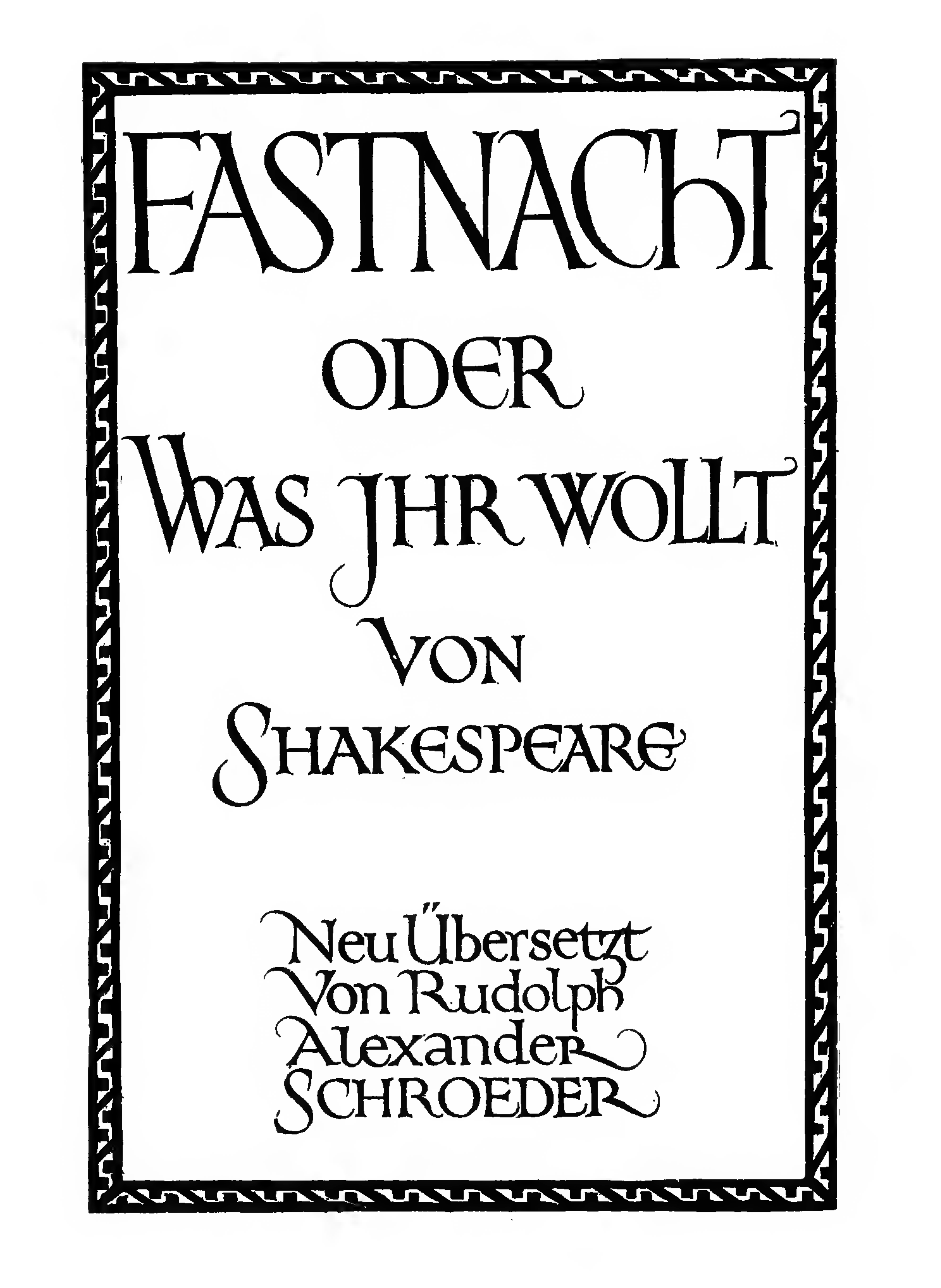
Titulní strana německého vydání Shakespearova díla Večer tříkrálový aneb Cokoli chcete (anglicky Twelfth Night). Byla vyřezána do dřeva Johnstonovým kolegou Noelem Rookem.

Začátek Johnstonovy kariéry byl ovlivněn Williamem Harrisonem Cowlishawem. Johnston se seznámil s uveřejněnými kopiemi jeho rukopisů a byl mu roku 1898 představen.
Dále byl představen Williamu Lethabymu, řediteli školy užitého umění v Londýně (škole nesla název Central School of Art and Design, dnes již neexistuje). Lethaby doporučil Johnstonovi studium rukopisů v Britském muzeu, což povzbudilo Johnstona k tomu, aby svá písmena vytvářel pomocí kaligrafického pera, které je velmi široké ze strany na stranu, ale velmi úzké zepředu dozadu.
Lethaby také zapojil Johnstona do výuky písma. Johnston začal učit na střední škole v Southampton Row v Londýně, a to v září 1899. Zde ovlivnil písmo návrháře a sochaře Erica Gilla, který v roce 1901 začal taktéž učit, a to v Royal College of Art.
Frank Pick Johnstona pověřil, aby navrhl písmo pro londýnské metro – výsledkem byl vznik jednoduchého, čistého bezpatkového písma Johnston.
V roce 1906 vydal Johnston knihu Writing & Illuminating, & Lettering. Druhou knihu začal psát ve dvacátých letech, ale nestihl ji do své smrti dokončit.
V roce 1913 ho Frank Pick pověřil, aby navrhl písmo pro londýnské metro – výsledkem byl vznik jednoduchého, čistého bezpatkového písma Johnston.
Johnstonovi byly připisovány zásluhy na oživení umění moderního písma prostřednictvím knih, ale i přímého osobního působení, rovněž za vytvoření jednoduchého kaligrafického rukopisu psaného širokým perem – Johnston původně umělé písmo nazval Slanted Pen Hand, později bylo ale přejmenováno na Foundational Hand. Písmo bylo vytvořeno z polounciály a karolinské minuskuly.
Ovlivnil celou generaci britských typografů a kaligrafů. Ovlivněni jím byli: Graily Hewitt, Irene Wellington, Harold Curwen a Stanley Morison, Alfred Fairbank, Florence Sydney Cockerell a Eric Gill.
Zasadil se o přechod od gotického písma k latinskému písmu v Německu. Přednášel v Drážďanech v roce 1912. V roce 1921 založili Johnstonovi studenti Společnost písařů a iluminátorů, pravděpodobně nejznámější kaligrafickou společnost. 
Z rozhodnutí vytvořit bezpatkové písmo a vzhled pro londýnské metro nebyli všichni Johnstonovi studenti nadšeni, myšlenka modernistického a industriálního vzhledu je neuchvátila. Johnstonův student Graily Hewitt napsal v soukromém dopisu příteli:
„Ztratil jsem k Johnstonovi důvěru. Navzdory tomu, co všechno pro nás udělal... Opuštěním svého příklonu k latinské abecedě a nevysvětleným a neopatrným vpuštěním do světa svého hůlkového písma zohyzdil náš moderní život. Jeho dobrá pověst byla zmařena vulgaritou a komercionalismem.“

## Soukromý život
V roce 1900 se potkal s Gretou Grieg, skotskou učitelkou, se kterou se oženil v roce 1903. Měli spolu tři dcery. Nejprve žili v Londýně, poté (v roce 1912) se přestěhovali do obce Ditchling v hrabství Sussex, kde se již dříve (v roce 1907) usadil Johnstonův přítel Eric Gill.
Johnstonova manželka zemřela v roce 1936. V roce 1939 obdržel Johnston Řád britského impéria.
Edward Johnston zemřel doma v Ditchlingu 26. listopadu 1944.

## Publikace

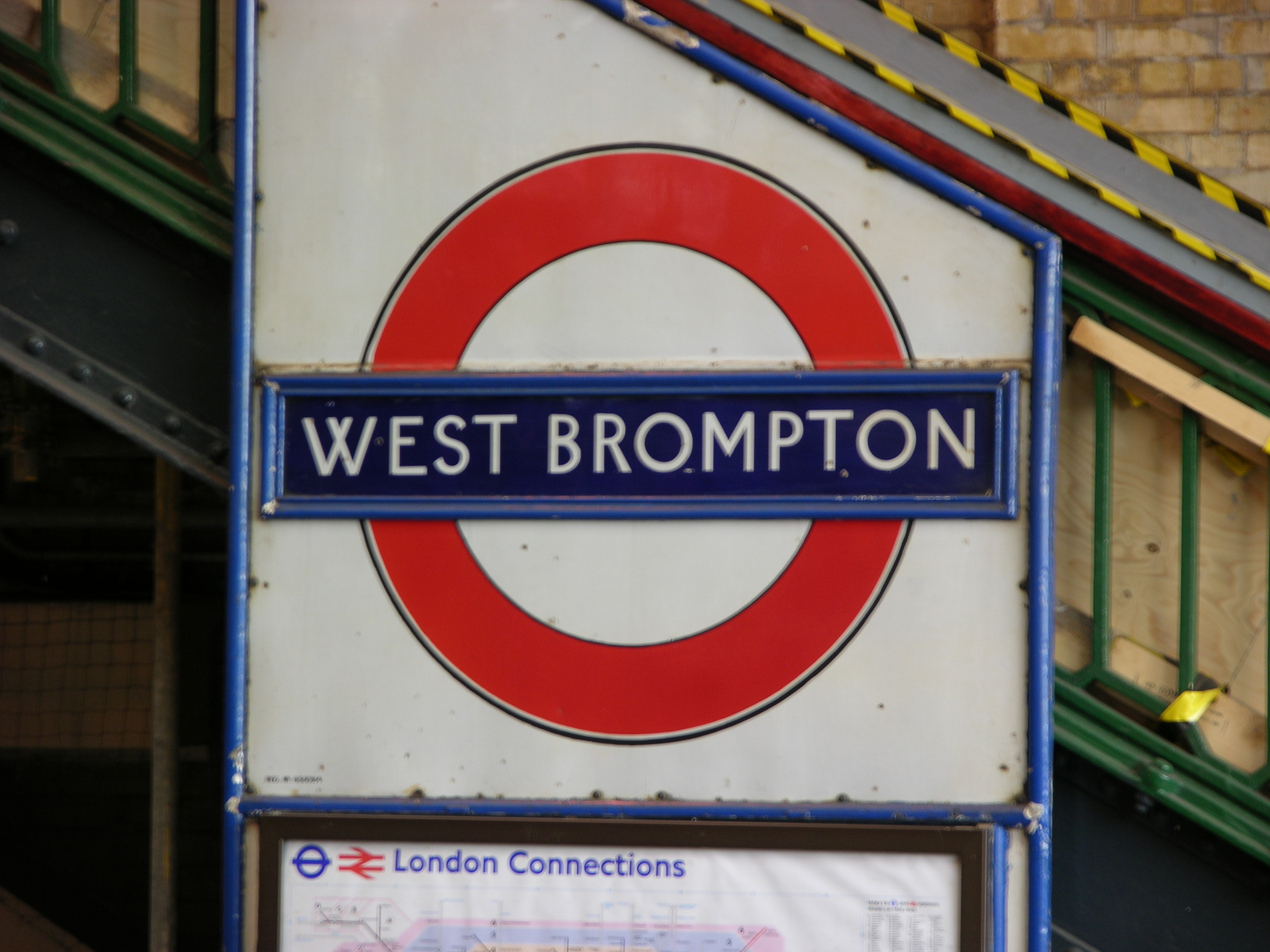
Starší značka zastávky metra používající Johnstonovo písmo

- JOHNSTON, Edward. Writing & Illuminating & Lettering. [s.l.]: Dover Publications, 1906. Dostupné online. ISBN 0-486-28534-0. (illustrations by Johnston & Rooke)
- JOHNSTON, Edward. Lessons in Formal Writing. [s.l.]: Taplinger Publishing Company, 1986. ISBN 0-8008-4642-7.
- JOHNSTON, Edward. Decoration and Its Uses. [s.l.]: Tenspeed, 1990. ISBN 0-89815-401-4.
- JOHNSTON, Edward. Manuscript & Inscription Letters. London: John Hogg, 1909. Dostupné online. (5 plates by Gill, at least one engraved by Rooke)
- JOHNSTON, Edward. The House of David, his Inheritance: A Book of Sample Scripts. [s.l.]: [s.n.], 1914.
- JOHNSTON, Edward. Formal Penmanship. [s.l.]: [s.n.]
- JOHNSTON, Edward. A carol and other rhymes. London: Hampshire House Workshops, 1915. Dostupné online.